# Petroscirtes springeri
Petroscirtes springeri es una especie de pez de la familia Blenniidae en el orden de los Perciformes.

## Morfología
• Los machos pueden llegar alcanzar los 7,7 cm de longitud total.

## Reproducción
Es ovíparo.

## Hábitat
Es un pez de mar y de clima templado que vive entre 8-45 m de profundidad.

## Distribución geográfica
Se encuentra al sur del Japón y Taiwán.